# NGC 738
NGC 738 је лентикуларна галаксија у сазвежђу Троугао која се налази на NGC листи објеката дубоког неба.
Деклинација објекта је + 33° 3' 32" а ректасцензија 1h 56m 45,6s. Привидна величина (магнитуда) објекта NGC 738 износи 15,0 а фотографска магнитуда 16,0. NGC 738 је још познат и под ознакама CGCG 503-57, 6ZW 113, NPM1G +32.0085, PGC 7303.